# 撫台街洋楼

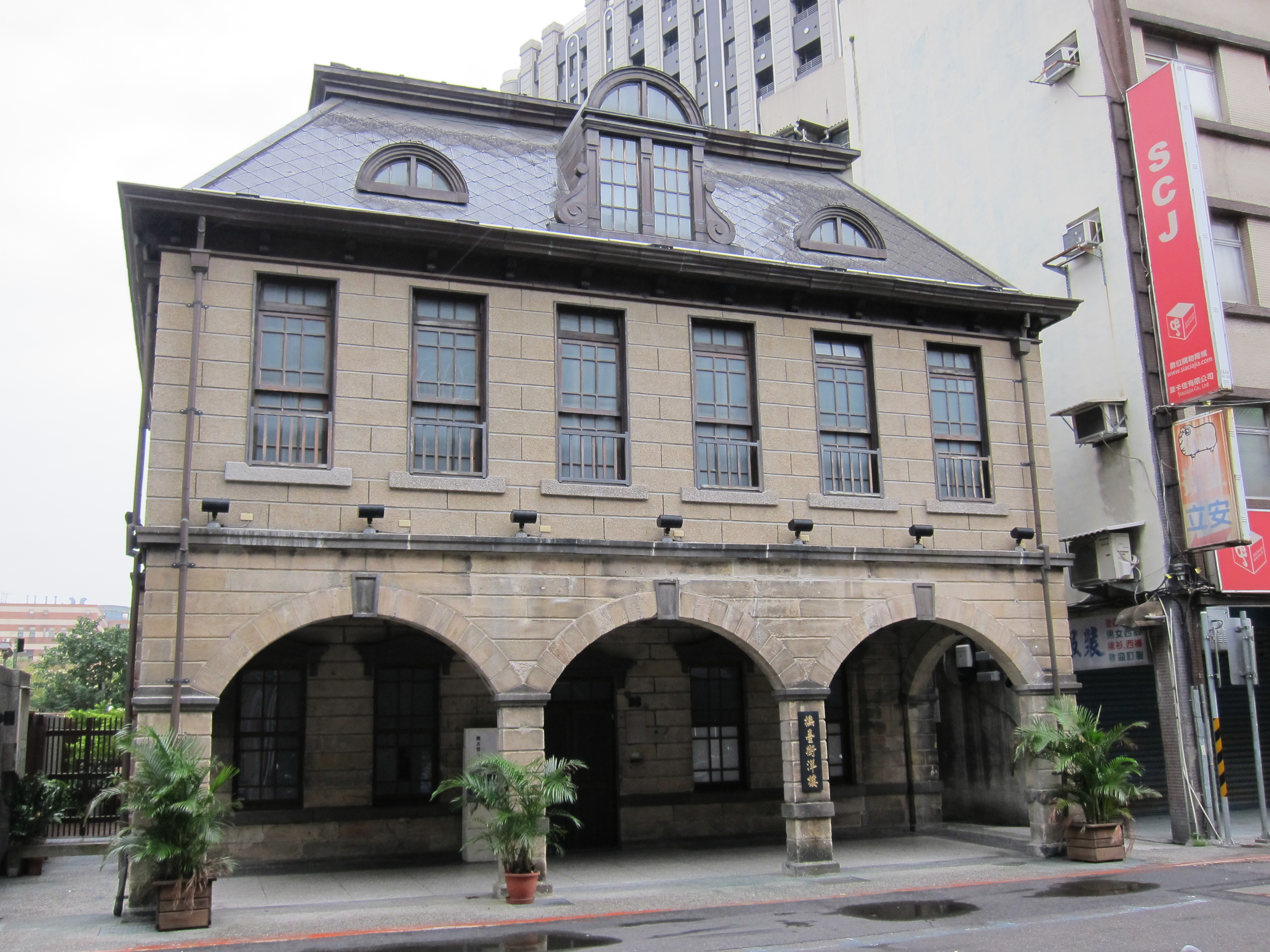
ファサード。

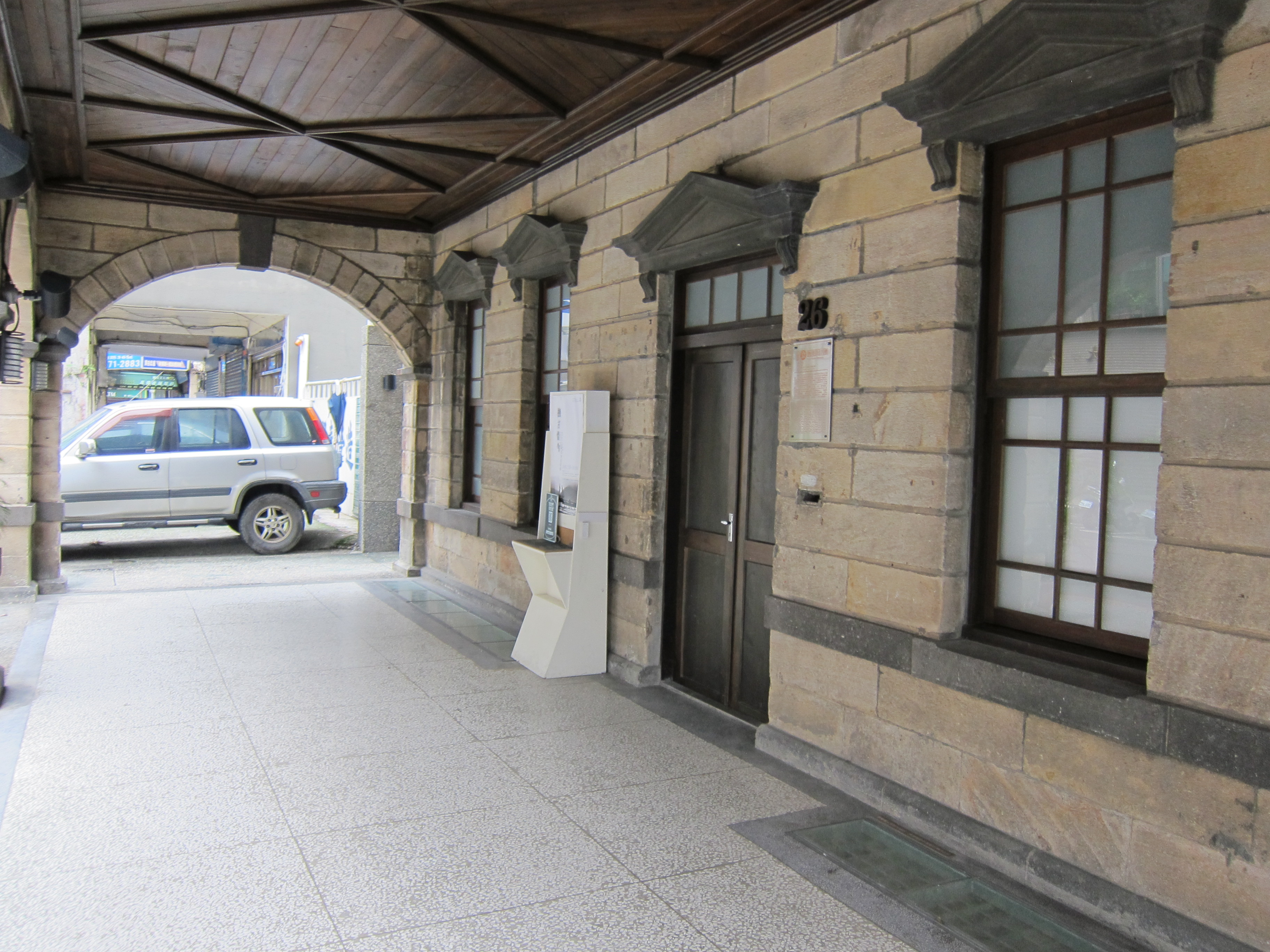
ポーチ（亭仔脚、騎楼という）の内側。木構造も見える。

撫台街洋楼（撫臺街洋樓、ぶたいがいようろう）は、台北市内中正区に建つ洋館。北門にほど近い。日本統治時代の民間の店舗建築としては最初期のものとして分類され、台北市定の古跡として認定されている。名称の洋樓は洋館の意で、撫台街は建設当時のこの辺りの街区の呼び名である。
日本統治時代のおそらく1910年に、合資会社高石組の社屋として竣工した。その後、1940年創設の酒造および酒類の貿易も手がける佐土原商事株式会社がこの建物を所有したようで、1941年の資料において佐土原商事株式会社の社名が記載されているとのことである。一方で西日本新聞の報道によれば1930年代には佐土原商会の社屋になったとされている。いずれにしても1940年ごろには高石家の高石組の手を離れたと見られており、1945年の終戦後は、人民導報社の所有、そして中華民国による接収、管理を経て民間へ払い下げられ漢方医学の診療所となっていた。1997年には市の古跡認定を受けた。2000年（別の資料によれば2002年）には貰い火により木造部分を焼失したが修復し、2009年より台北市の委託をうけた歴史資料館として活用されている。運営者は「高石氏の関係者がいれば、ぜひ招きたい。高石氏や高石組に関する資料があれば、日台交流の象徴として後世に伝えていきたい」としていた。2010年7月には高石家の遺族を招待し、式典が行われた。
建築は石材と木材を組み合わせたハイブリッドなもので、台北城の城壁を撤去した際に得られた石材の一部を流用し建設資材に充てたと言われている。